# ماکامبا، بوروندی
ماکامبا (به سواحیلی: Makamba) شهری در استان ماکامبا واقع در کشور بوروندی است که در سال ۱۹۹۰ میلادی ۵٫۱۹۸ نفر جمعیت داشته و جمعیت آن در سال ۲۰۰۵ میلادی به ۱۹٫۶۴۲ نفر رسیده‌است.